# کاپیتول ایالت میشیگان

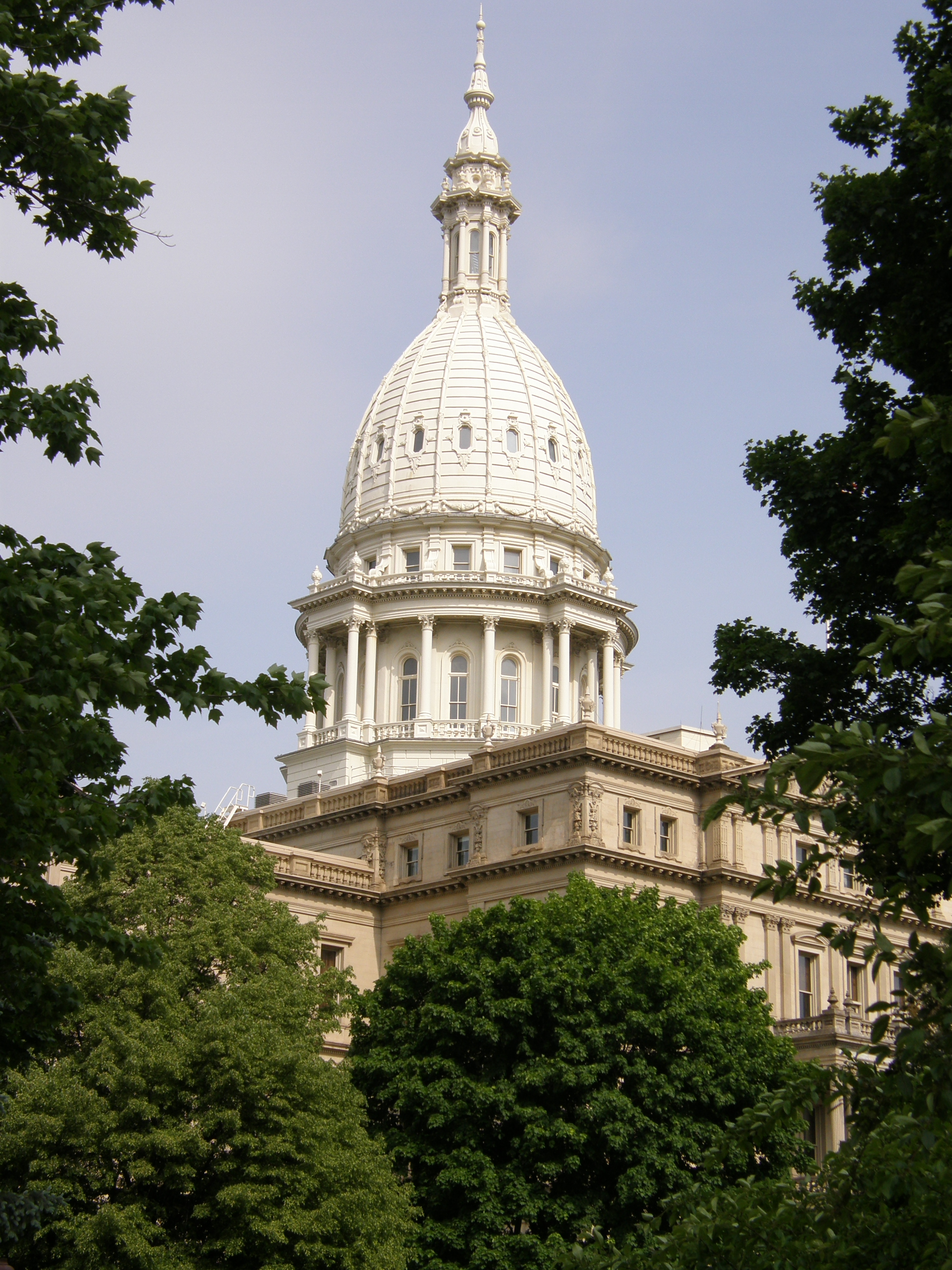

ساختمان پایتخت ایالت میشیگان (Michigan State Capitol) بنایی است که شاخه مقننه دولت میشیگان در آن قرار دارد.
معمار بنا الایا مایرز بوده و در سال ۱۸۷۲ ساخته گردید و در لنسینگ قرار دارد.
این بنای تاریخی هم خانه مجلس ایالت است و هم فرمانداری ایالت.

## نگارخانه

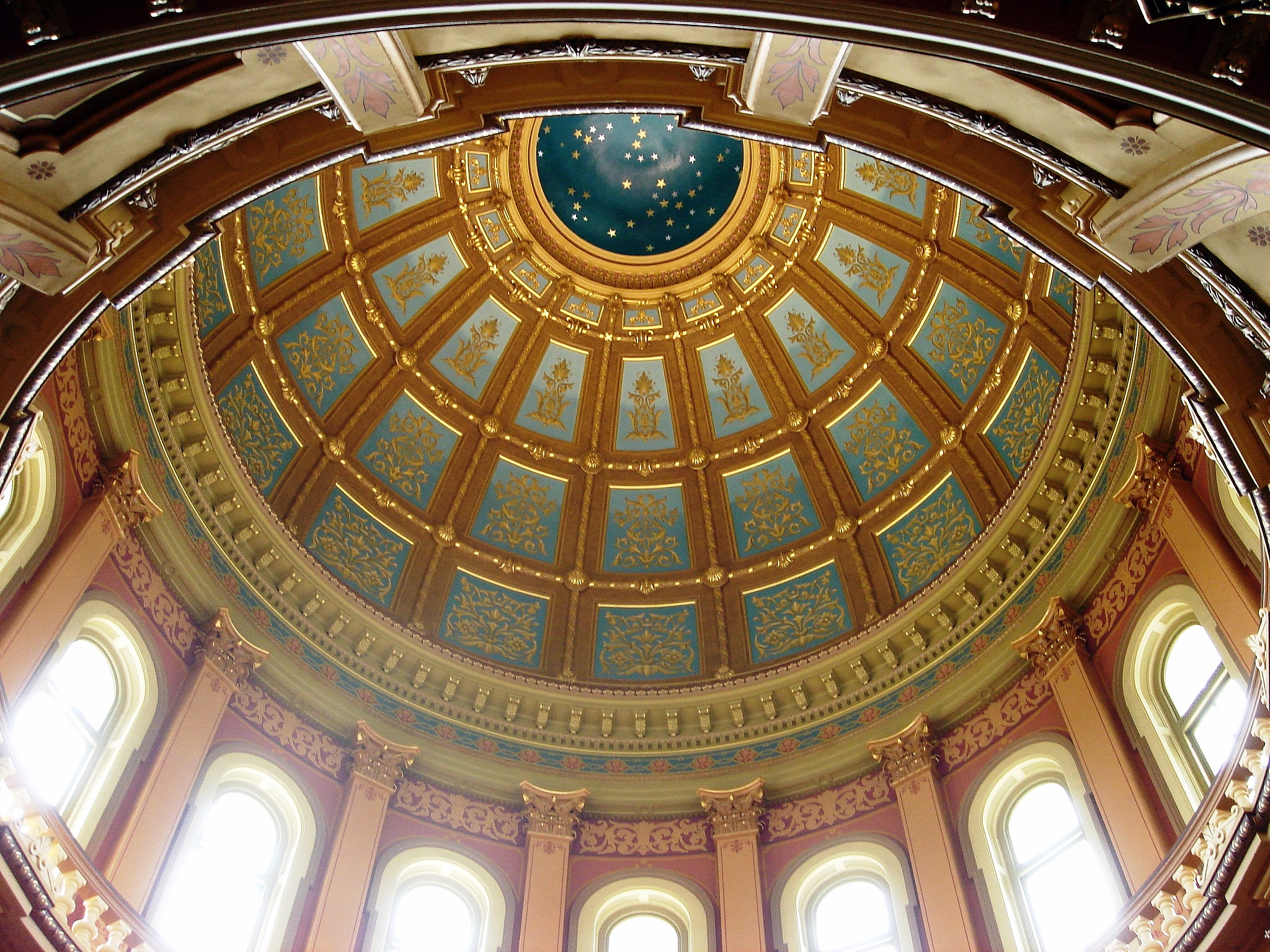
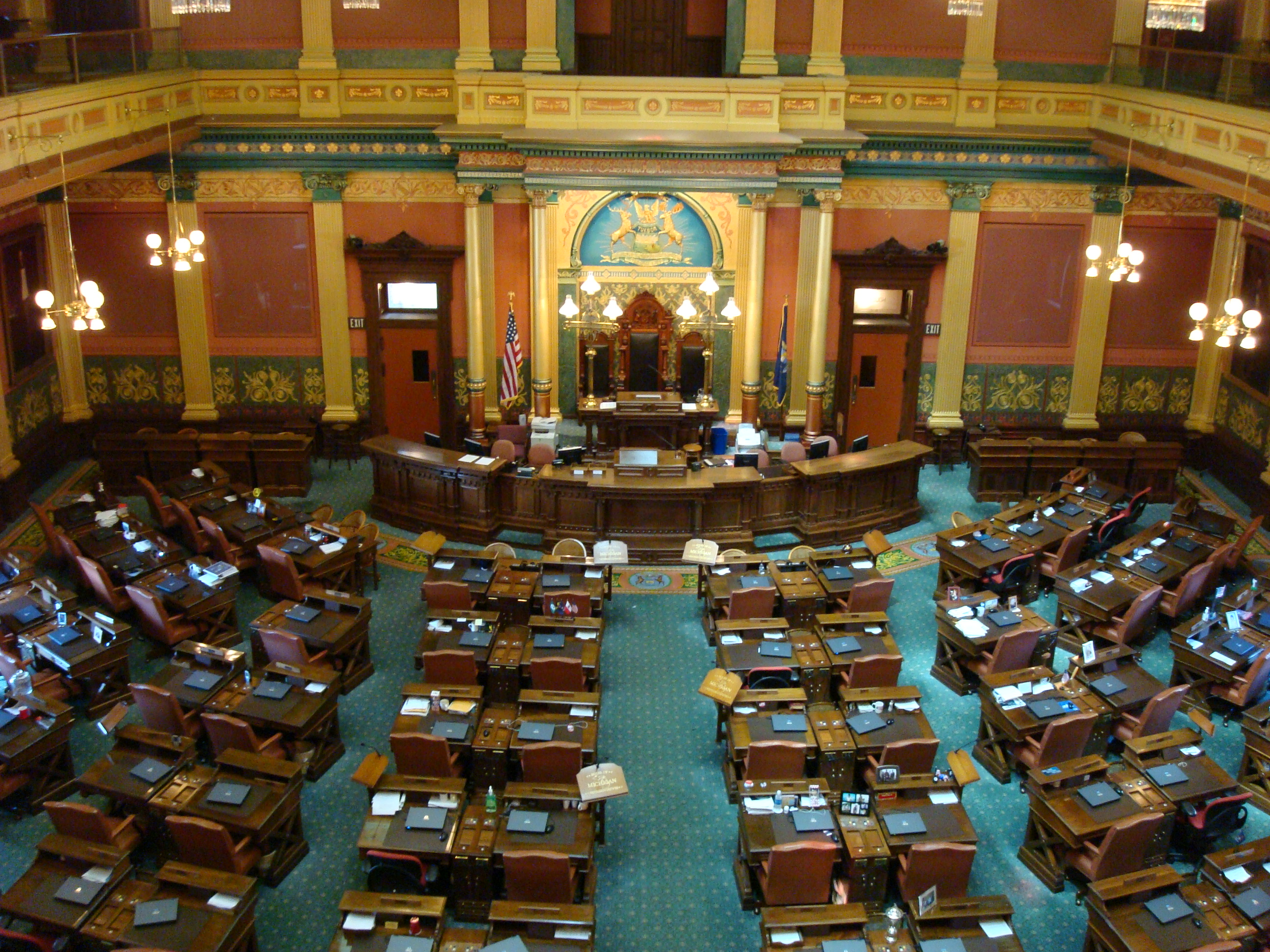
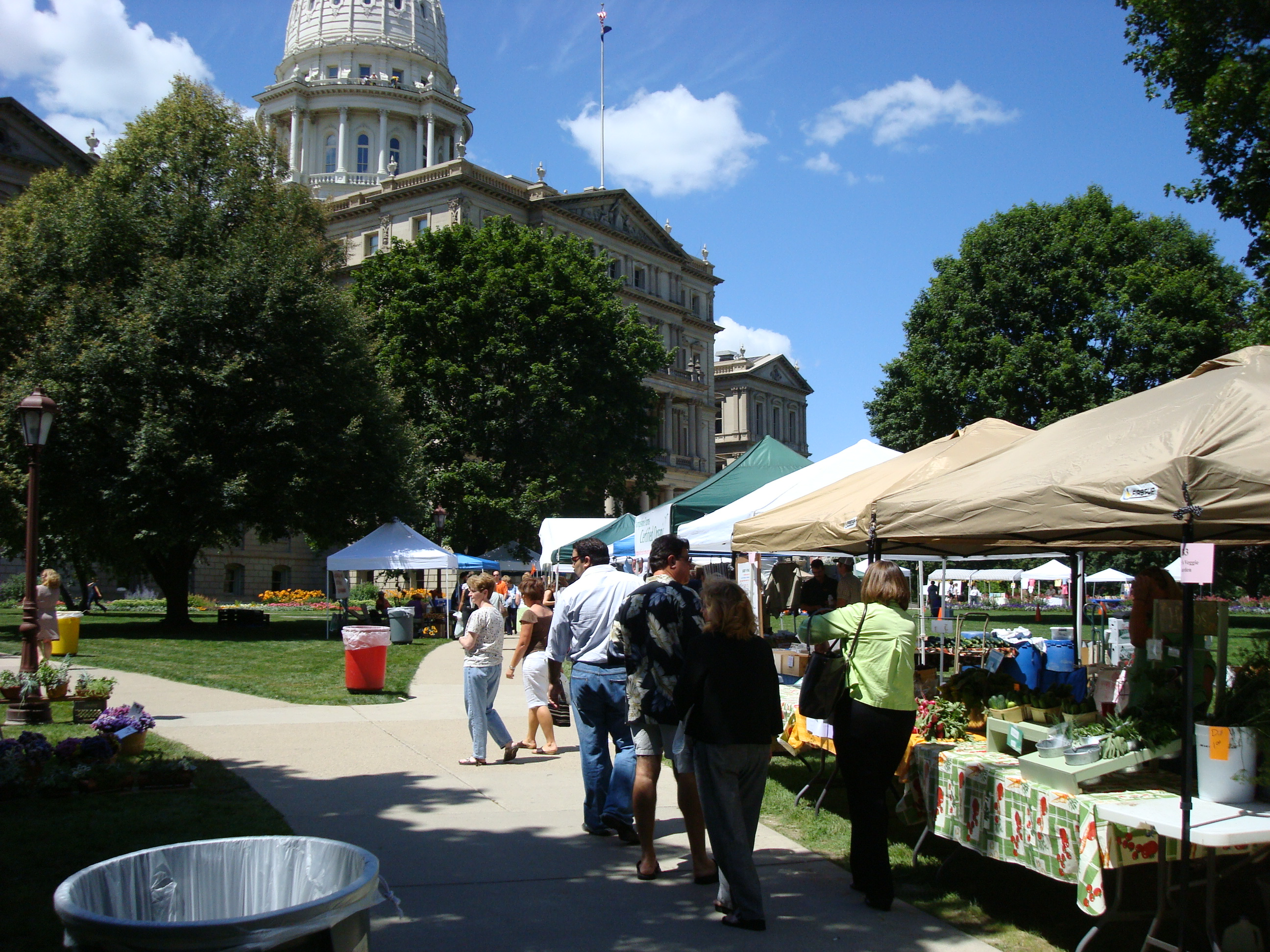
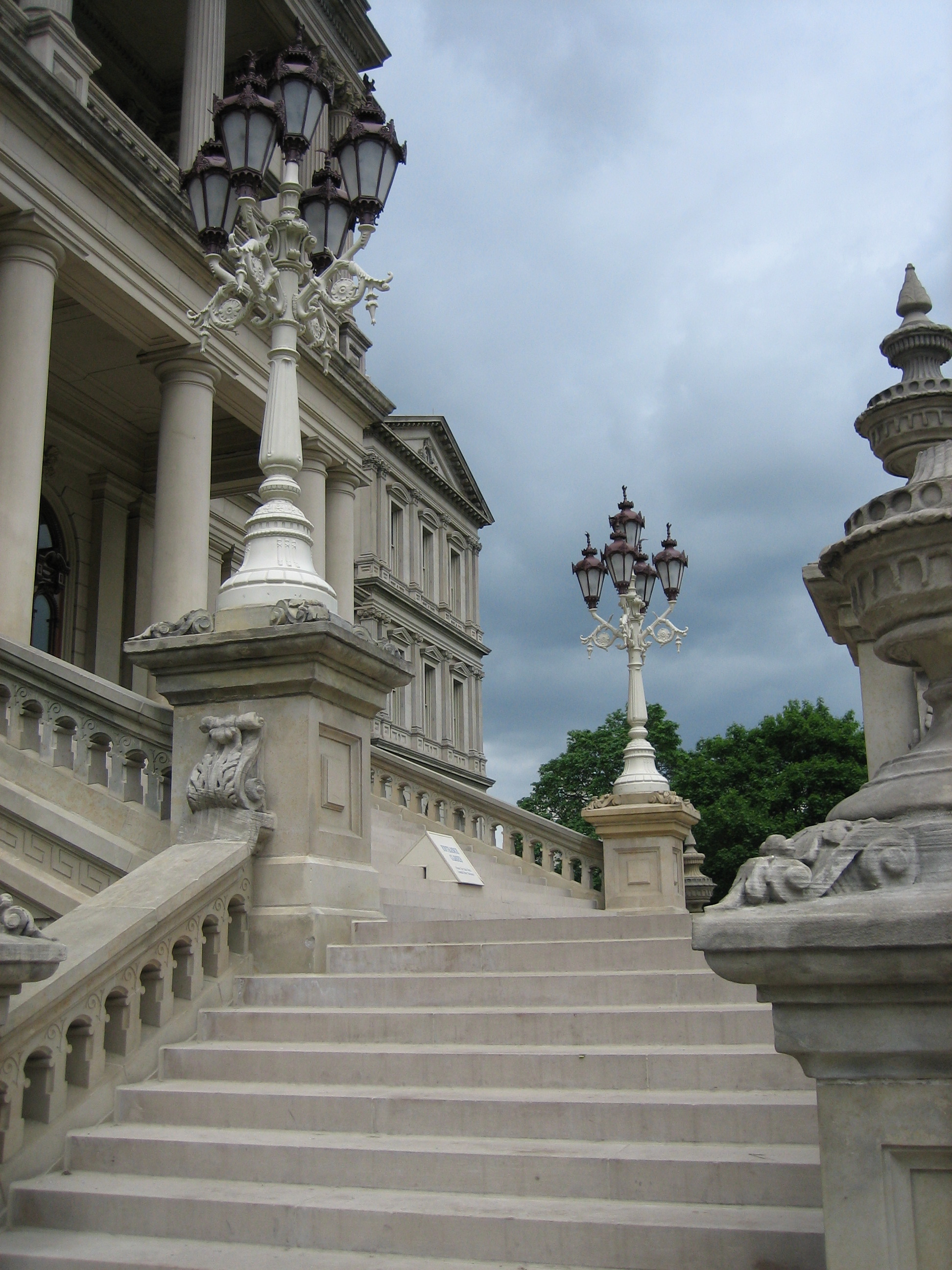
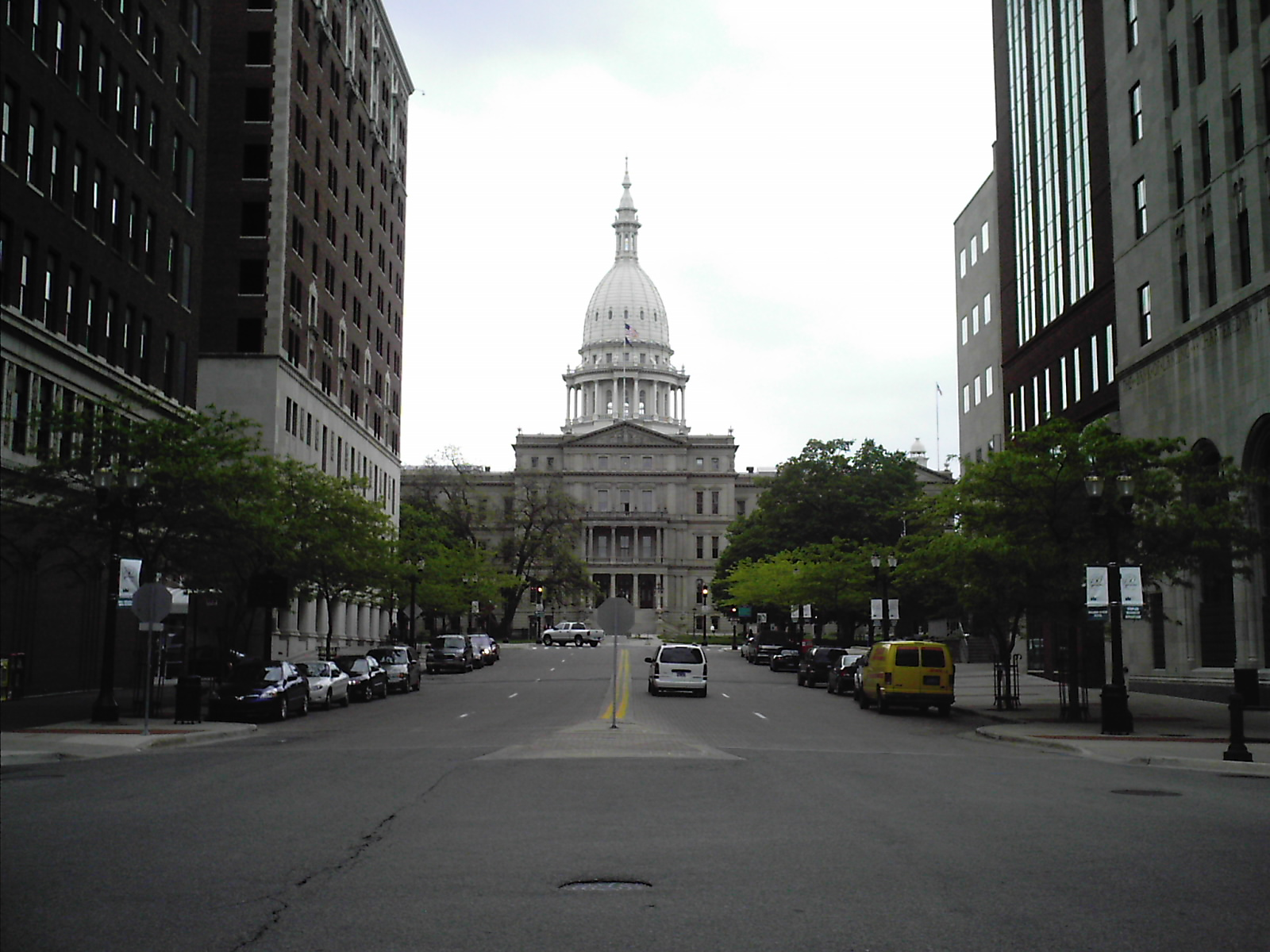
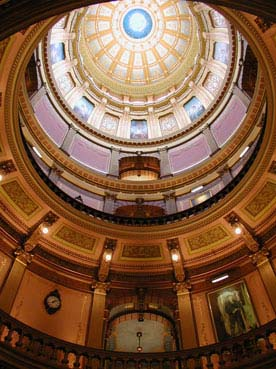